# آرتور لگات
آرتور لگات (انگلیسی: Arthur Legat؛ زادهٔ ۱ نوامبر ۱۸۹۸ – درگذشتهٔ ۲۳ فوریهٔ ۱۹۶۰) رانندهٔ مسابقات اتومبیل‌رانی فرمول یک اهل بلژیک بود. او از ۲۲ ژوئن ۱۹۵۲ در دو گراند پری از مسابقات جهانی فرمول یک شرکت کرد، اما موفق به کسب هیچ امتیازی نشد.
لگات در سال‌های ۱۹۳۱ و ۱۹۳۲ در مسابقهٔ جایزه بزرگ دس فرانتیرس در شیمه با یک خودروی بوگاتی به پیروزی دست یافت.

## نتایج کامل در مسابقات جهانی فرمول یک
(کلید)
| سال   | شرکت‌کننده  | شاسی         | موتور        | ۱        | ۲   | ۳        | ۴        | ۵        | ۶        | ۷     | ۸       | ۹       | قهرمانی رانندگان | امتیاز |
| ----- | ---------- | ------------ | ------------ | -------- | --- | -------- | -------- | -------- | -------- | ----- | ------- | ------- | ---------------- | ------ |
| ۱۹۵۲  | آرتور لگات | وریتاس متئور | وریتاس ۶-خطی | سوئیس    | ۵۰۰ | بلژیک ۱۳ | فرانسه   | بریتانیا | آلمان    | هلند  | ایتالیا |         | ر.ن.             | ۰      |
| ۱۹۵۳  | آرتور لگات | وریتاس متئور | وریتاس ۶-خطی | آرژانتین | ۵۰۰ | هلند     | بلژیک ب. | فرانسه   | بریتانیا | آلمان | سوئیس   | ایتالیا | ر.ن.             | ۰      |
| منبع: |            |              |              |          |     |          |          |          |          |       |         |         |                  |        |